# Arménie aux Jeux paralympiques
Depuis les Jeux paralympiques d'été de 1996 à Atlanta, l’Arménie a participé à 9 Jeux paralympiques, dont 4 d'hiver. Elle n'a remporté aucune médaille dans cette compétition.